# Nada (cantante surcoreana)
Yoon Ye-jin (hangul: 윤예진; Seúl, 24 de mayo de 1991), más conocida por su nombre artístico Nada (나다), es una rapera y cantante surcoreana, conocida por ser exmiembro del grupo femenino surcoreano Wassup. Nada hizo su debut como solista el 22 de diciembre de 2016, con el sencillo digital "Seorae Village".

## Biografía y vida personal
Nada nació como Yoon Ye-jin en Seúl, Corea del Sur. Estudió en la Sunhwa Arts School.

## Carrera

### 2013-2016: Debut con Wassup y actividades en solitario
En 2013, Nada se convirtió en miembro del grupo femenino surcoreano Wassup bajo Mafia Records, donde fue la rapera principal del grupo. El 9 de agosto de 2013, Nada lanzó su primera canción en solitario "Bang Bang", que también fue producida por ella. El 18 de mayo de 2014, Nada apareció en la canción "Domperii" de Pharaoh con Red Roc. Nada participó en el programa de competencia de rap de Mnet Show Me the Money 3, como concursante, consiguiendo llegar hasta la ronda 3. El 2 de febrero de 2016, Nada lanzó su primer mixtape titulado Homework. En julio de 2016, Nada se convirtió en concursante del programa de competencia de raperas femeninas de Mnet Unpretty Rapstar 3, donde perdió ante Giant Pink en la final con 131 votos.
El 28 de octubre de 2016, Nada fue elegida como la nueva modelo para la campaña femenina '#PERFECTNEVER' de la marca de fitness Reebok. La campaña apoyaba a "mujeres que se desafían constantemente a sí mismas, rechazando los límites de la perfección". El 3 de noviembre, Mafia Records anunció que Nada lanzaría un sencillo en solitario. El 18 de diciembre se lanzó la imagen teaser de su sencillo en solitario "Seorae Village", y el 21 de diciembre se lanzó el teaser del video musical. La canción junto con su vídeo musical fue lanzada el 22 de diciembre.

### 2017-2019: Salida de Wassup,It's Okay to Be a Little Crazyy colaboraciones
El 1 de febrero de 2017, se anunció que Nada había abandonado oficialmente Wassup después de una disputa con Mafia Records. Luego Nada firmó un contrato con la compañía discográfica Ground Zero, y el 27 de septiembre hizo su primer regreso tras dejar Wassup, con el sencillo «Trippin». El 28 de octubre, Nada se unió al elenco del programa de variedades de SBS It's Okay to Be a Little Crazy.
El 12 de enero de 2018, Nada lanzó el sencillo "Ride", con la participación de Sumin. El 30 de mayo de 2018, Nada y Mina Myoung de 1MILLION Dance Studio colaboraron en un reality show sobre música llamado Never Sleep, que se estrenó el 5 de junio. Las dos también colaboraron en un sencillo digital llamado MND Project, lanzado el 15 de junio de 2018, junto con la canción "Dozer". El vídeo musical de "Dozer" fue dirigido por TW de la compañía OVIS, y el vídeo musical también fue producido por la propia OVIS. En agosto de 2019, el grupo femenino brasileño EVE lanzó el sencillo «Oy Mama», en el que participó Nada.

### 2020-presente: "My Body" yMiss Back
El 17 de abril de 2020, World Star Entertainment anunció que Nada haría su primer regreso en 2 años. La imagen teaser de su regreso con la canción "My Body" fue lanzada el 19 de junio, y la canción fue lanzada junto con su video musical el 25 de junio. Nada también participó en la canción como compositora y productora. Promocionó la canción en varios programas musicales.
El 3 de septiembre, Nada se unió al programa de variedades Miss Back de MBN. El programa gira en torno a muchas cantantes femeninas que debutaron anteriormente en grupos femeninos, pero que poco a poco se alejaron del centro de atención. El 20 de noviembre, Nada lanzó el sencillo "Piggyback Ride", que contaba con la colaboración de la cantante Raina. El 13 de julio de 2021, anunció su nuevo sencillo "Spicy", su primer lanzamiento tras un año de inactividad. "Spicy" se lanzó junto con su video musical el 31 de julio de 2021. El 29 de noviembre de 2021, Nada lanzó un nuevo sencillo titulado «Bulletproof».

## Discografía

### Mixtape
| Fecha de lanzamiento | Título   | Notas |
| -------------------- | -------- | ----- |
| 2 de febrero de 2016 | Homework |       |

### Sencillos

#### En solitario
| Fecha de lanzamiento     | Título                      |
| ------------------------ | --------------------------- |
| 9 de agosto de 2013      | "Bang Bang"                 |
| 22 de diciembre de 2016  | "Seorae Village" (서래마을) |
| 27 de septiembre de 2017 | "Trippin"                   |
| 25 de junio de 2020      | "My Body" (내 몸)           |
| 31 de julio de 2021      | "Spicy" (신)                |
| 28 de noviembre de 2021  | "Bulletproof"               |

#### Como artista invitada
| Fecha de lanzamiento    | Título                                                          | Artista(s) | Álbum               | Notas |
| ----------------------- | --------------------------------------------------------------- | ---------- | ------------------- | ----- |
| 18 de mayo de 2014      | "Domperii" (feat. Red Roc, Nada)                                | Pharoh     | Part 1              |       |
| 18 de mayo de 2014      | "We Are The Champs" (feat. Nada & Nari de Wassup)               | Champs     | Dynamite            |       |
| 27 de marzo de 2015     | "Pendulum" (시계추) (feat. Nada de Wassup)                      | THE GITA   | Sencillos sin álbum |       |
| 27 de mayo de 2015      | "What About You?" (feat. Nada de Wassup, Eugene Jung, Seo Paul) | Takers     | Sencillos sin álbum |       |
| 28 de noviembre de 2015 | "Move Out" (비켜) (feat. Nada de Wassup)                        | BETHEBLUE  | Emergence           |       |
| 13 de octubre de 2015   | "Luv Me"                                                        | Stephanie  | Top Secret          |       |
| 2 de marzo de 2016      | "I Just Wanna" (feat. Nada de Wassup)                           | Grey Day   | Permeate            |       |
| 11 de agosto de 2019    | "Oy Mama" (feat. Nada)                                          | EVE        | -                   |       |

#### Colaboraciones
| Año de lanzamiento | Día del lanzamiento | Título                                  | Con                                                                         | Álbum                 | Notas                                           |
| ------------------ | ------------------- | --------------------------------------- | --------------------------------------------------------------------------- | --------------------- | ----------------------------------------------- |
| 2016               | 23 de febrero       | "Do You Now My Heart?" (내 맘을 아냐고) | NADA de Wassup, MADTOWN, Rooftop House Studio feat. Jui                     | -                     | coproductora                                    |
| 2016               | 22 de diciembre     | "Together As One"                       | con varios artistas                                                         | Hooxi, The Beginning  | Campaña de la Fundación W y las Naciones Unidas |
| 2018               | 12 de enero         | "Ride"                                  | Sumin                                                                       | -                     |                                                 |
| 2018               | 15 de junio         | "Dozer" (도져)                          | Mina Myoung                                                                 | MND Project           |                                                 |
| 2020               | 20 de noviembre     | "Piggyback Ride" (어부바)               | Raina                                                                       | MBN Miss Back Part. 2 |                                                 |
| 2020               | 17 de diciembre     | "tantara"                               | Raina, Soyul (Crayon Pop)                                                   | MBN Miss Back Part. 4 |                                                 |
| 2020               | 20 de noviembre     | "Winter Fantasy"                        | Dalsooobin, Sera, Gayoung, Soyul (Crayon Pop), Raina y Jung Yujin (The Ark) | MBN Miss Back Part. 5 |                                                 |
| 2021               | 27 de enero         | "Finale"                                | Raina, Sera, Dalsooobin, Gayoung, Soyul (Crayon Pop) y Jung Yujin (The Ark) | MBN Miss Back Part.9  |                                                 |
| 2021               | 27 de enero         | "We Are The One"                        | Raina, Sera, Dalsooobin, Gayoung, Soyul (Crayon Pop) y Jung Yujin (The Ark) | MBN Miss Back Part.9  |                                                 |

### Participaciones en Álbumes
| Año de lanzamiento | Día del lanzamiento | Título                                       | Artista(s)                       | Álbum                          | Notas |
| ------------------ | ------------------- | -------------------------------------------- | -------------------------------- | ------------------------------ | ----- |
| 2015               | 13 de octubre       | "Luv Me"                                     | Stephanie                        | Top Secret                     |       |
| 2016               | 20 de agosto        | "Scary (Prod.by KUSH)" (con Soyeon) (무서워) |                                  | Unpretty Rapstar 3 Compilation |       |
| 2016               | 27 de agosto        | "Sticky (Prod. Por San E)" (Con San E)       |                                  | Unpretty Rapstar 3 Compilation |       |
| 2016               | 10 de septiembre    | "Nothing (Prod. por Swings)" (con Swings)    |                                  | Unpretty Rapstar 3 Compilation |       |
| 2016               | 17 de septiembre    | "Nasty" (con Park Mi-kyung)                  |                                  | Unpretty Rapstar 3 Compilation |       |
| 2016               | 24 de septiembre    | "King pin" (con Koonta y Don Mills)          |                                  | Unpretty Rapstar 3 Compilation |       |
| 2016               | 24 de octubre       | "She's coming (Prod. Por Primary)"           | Concursantes de Unpretty Rapstar | Unpretty Rapstar 3 Compilation |       |

## Filmografía

### Series de TV
| Año  | Título     | Papel | Nota                            |
| ---- | ---------- | ----- | ------------------------------- |
| 2020 | Hanging On |       | Aparición especial - Episodio 7 |

### Programas de televisión
| Año       | Título                         | Papel               | Nota                         |
| --------- | ------------------------------ | ------------------- | ---------------------------- |
| 2014      | Show Me the Money 3            | Ella misma          | Concursante hasta la ronda 3 |
| 2016      | Unpretty Rapstar 3             | Ella misma          | Concursante                  |
| 2018      | It's Okay to Be a Little Crazy | Ella misma          | Miembro del reparto          |
| 2018      | Never Sleep                    | Ella misma          | Miembro del reparto          |
| 2020-2021 | Miss Back                      | Ella misma          | Miembro del reparto          |
| 2021      | Camping Middle School          | Miembro del reparto | [ 47 ]                       |